# Cyprininae
Sous-famille
Les Cyprininae sont l'une des sous-familles de poissons cyprinidés. Il contient trois genres dans sa définition la plus stricte, mais beaucoup plus sont inclus en fonction de l'autorité qui est choisie, et encore davantage si les Labeobarbinae ne sont plus considérés comme un groupement. 

## Genres reconnus
- Arabibarbus (3 espèces)
- Barboides (2 espèces)
- Barbonymus (10 espèces)
- Capoeta (35 espèces)
- Carassioides (4 espèces)
- Carassius (5 espèces)
- Cyprinus (24 existante et 1 espèce fossile)
- Eechathalakenda
- Gymnocypris (10 espèces)
- Labeobarbus (126 espèces) (contesté)
- Paraqianlabeo (1 espèce)